# ラ・ブーム〜だってMY BOOM IS ME〜
『ラ・ブーム〜だってMY BOOM IS ME〜』（ラ・ブーム だってマイブームイズミー）は、1997年1月6日に トラットリア／ポリスターから発売されたカジヒデキのメジャー・デビュー・シングル。

## 内容
キユーピーハーフのCMソングとして使用された。本曲は、XTCの「Mayor Of Simpleton」のメロディと酷似しているが、XTCのアンディ・パートリッジは「影響を与えたなら嬉しい」と語っている。

## 収録曲
全作詞・作曲・編曲：加地秀基
1. ラ・ブーム〜だってMY BOOM IS ME〜
2. ファースト・クエスチョン・アワードのテーマ～ハイスクール登校編～
3. ラ・ブーム〜だってMY BOOM IS ME〜（カラオケ）
4. ファースト・クエスチョン・アワードのテーマ～ハイスクール登校編～（カラオケ）